# Шулаков, Виктор Александрович
Виктор Александрович Шулаков (укр. Віктор Олександрович Шулаков; 11 августа 1942, Смела — 4 августа 2009) — украинский театральный актёр, режиссёр, драматург, педагог, лауреат Национальной премии Украины им. Т. Шевченко, Народный артист Украины (2008), лауреат премии «Киевская пектораль».

## Биография
Родился 11 августа 1942 года в городе Смела (в настоящее время Черкасская область) во время немецкой оккупации.
Окончил Киевский институт театрального искусства им. И. Карпенко-Карого: актёрский факультет (1967 год, у С. М. Ткаченко), режиссёрский факультет (1974 год, у М. М. Карасёва). Трудовую деятельность начал в качестве актёра Винницкого музыкально-драматического театра (1967—1968), Львовского театра юного зрителя (1968—1975). Работал режиссёром Черкасского областного украинского музыкально-драматического театра им. Т. Г. Шевченко (1975—1981), главным режиссёром Киевского Молодёжного театра (1981—1983; с февраля 1983—1987 — режиссёр-постановщик; 1990—1994 — художественный руководитель), главным режиссёром Киевского театра оперетты (1987—1990; 1998—2001 — художественный руководитель).
В творческой биографии режиссёра — 101 спектакль на сценах театров Львова, Черкасс, Киева, Донецка, Севастополя, Симферополя, Кракова, в США, Чехии, Словакии, России.
В 2003 году режиссёр удостоен Шевченковской премии совместно с Марком Бровуном за спектакль «Энеида» по И. Котляревскому в постановке Донецкого академического украинского музыкально-драматического театра.
Виктор Шулаков — режиссёр-постановщик первого на Украине мюзикла «Экватор».
Преподавал в театральной студии «Ровесник» при львовском Дворце пионеров. С 1982 года (с перерывами) преподаватель Национального университета театра, кино и телевидения им. И. К. Карпенко-Карого.
Умер 4 августа 2009 года во время отдыха на даче на Десне. Похоронен на Байковом кладбище (участок № 33).

### Личная жизнь
- У матери было четверо детей[5]
- Вторая жена — Тамара Ильинична Бирченко-Шулакова, заведующая литературной частью Донецком оперном театре, директор кинотеатра «Кинопанорамма»
- [5]Имеет дочь Валерию, которая проживает с семьёй на юго-западе Украины.

## Театральные постановки

### Киевский Молодёжный театр
- 1980, сентябрь — «За двумя зайцами» М. Старицкого (спектакль прошёл 815 раз)
- 1981 — «Зойчина квартира» В. Назарова
- 1982 — «Сирано де Бержерак» Э. Ростана
- 1983 — «Третья ракета» В. Быкова
- 1983 — «Приятная женщина с цветком и окнами на север» Э. Радзинского
- 1984 — «Маленькая футбольная команда» Ю. Щербака
- 1984 — «Слово о полку Игореве» Я. Стельмаха по мотивам древнерусского произведения
- 1985, 18 февраля — «Золотой цыплёнок» В. Орлова, мюзикл (спектакль восстановлен в 2005 году)
- 1985, 8 августа — «Бонжур, мадам Одария!» В. Шулакова по комедии Г. Квитки-Основьяненко «Сватанье на Гончаровке» (спектакль прошёл 400 раз)
- 1986 — «Полет над гнездом кукушки» К. Кизи
- 1986 — «Баня» В. Маяковского
- 1987 — «Марат-Сад» П. Вайса
- 1994 — «Эрлин» О. Уайльда по пьесе «Веер леди Уиндермир»[6]
- «Вий» Тамары Тамильченко по произведениям Н. Гоголя
- «Купола»
- «Репортаж» по мотивам произведений Ю. Фучика, Владимира Коротича, У. Шекспира
- «Хоттабыч» Л. Лагина
- «Шельменко-денщик» Г. Квитки-Основьяненко

### Киевский театр оперетты
- 1988 — «Парижская хроника» Ю. Рогозы по роману В. Гюго «Собор Парижской Богоматери»
- 1989 — «Зойкина квартира» В. Назарова (по М. Булгакову)
- 1997 — «Цыганский барон» И. Штрауса
- 2000, 20 февраля — «Орфей в аду» Ж. Оффенбаха
- 2003, 31 октября — «Экватор», мюзикл
- «Ночь перед Рождеством» Н. Гоголя

### Херсонский областной академический музыкально-драматический театр им. Н. Кулиша
- 2000 — «Ночь перед Рождеством» Н. Гоголя

### Донецкий академический украинский музыкально-драматический театр
- 1997 — «За двумя зайцами» М. Старицкого (спектакль — победитель театральных фестивалей «Таврийские игры», «Театральный Донбасс», «Премьеры сезона»)[7]
- 2001, 8 июня — «Бриллиантовый дым» по роману Ильфа и Петрова «Двенадцать стульев»[8]
- 2002 — «Энеида» И. Котляревского

### Севастопольский академический русский драматический театр им. А. В. Луначарского
- 2007, 24 апреля — «За двумя зайцами» М. Старицкого (спектакль — лауреат премии КРО НСТД им. Аносова «За лучшую режиссуру» 2008 года)[9][10]

### Другие театры
- 1988 — «Вольный ветер» И. Дунаевского (Краковский театр)
- 1993 — «Парижская хроника» Ю. Рогозы по роману В. Гюго «Собор Парижской Богоматери» (Симферопольский украинский музыкально-драматический театр)
- 1996 — «Судный день» В. Шулакова по Н. Мащенко
- 1999 — «Зойчина квартира» В. Назарова
- «Красный цветок» Ф. Шафраненко

## Награды и признание
- 1988 — Заслуженный деятель искусств Украинской ССР
- Лауреат премии имени Михаила Старицкого
- 2003 — Лауреат Национальной премии Украины им. Т. Шевченко совместно с Марком Бровуном за спектакль «Энеида» по И. Котляревскому в Донецком академическом украинском музыкально-драматическом театре[1].
- 2006 — Лауреат премии «Киевская пектораль» в категории «За весомый вклад в театральное искусство»
- 2008 — Народный артист Украины
- 2008 — Государственный стипендиат[11]

## Факты
- Виктор Шулаков год проучился в институте физкультуры, откуда был призван на службу на подводную лодку аквалангистом.[12] Воинскую службу проходил в Севастополе[13]
- В 1958 году Виктор Шулаков стал чемпионом УССР по плаванью среди юношей[5]
- Широкую известность Виктору Шулакову принесла его первая киевская постановка спектакля «За двумя зайцами» на сцене Молодёжного театра. Спектакль шёл с неизменными аншлагами в течение 28 лет и был сыгран более 800 раз[13][14]. После успеха постановки Шулаков ещё дважды обращается к пьесе Старицкого на сцене в Донецке и Севастополе. При этом, во главе угла каждого из спектаклей — различные акценты: в Киевском Молодёжном театре — постановка о Проне Прокоповне, в Донецком муздрамтеатре — о внутреннем мире Голохвастова, а в Севастопольском драмтеатре — о красивой паре… От дальнейших экспериментов с «Зайцами» Шулаков отказывался, мотивируя это тем, что ничего нового в этом направлении придумать не сможет, а повторяться — не в его правилах"…[5]
- Перед тем, как взяться за постановку «За двумя зайцами» Виктор Шулаков встретился с режиссёром одноимённого фильма, прогремевшего в 1961 году на весь Союз. Виктор Иванов рекомендовал не браться за этот материал, потому как фильм переплюнуть не удастся. Вызов Шулаков принял.[15]
- В 1983 году под заголовком «Поэтический театр Виктора Шулакова» в московском журнале «Театр» появился материал театроведа Сергея Николаевича, попавшего сперва на спектакль «За двумя зайцами», настолько его поразившим, что он продлил свою командировку в Киеве для ознакомления и с другими спектаклями Шулакова. После публикации в Молодёжный театр прибыла большая делегация из Москвы во главе с народной артисткой СССР Ангелиной Степановой и драматургом Александром Штейном для оценки работы режиссёра.[13][16]
- В день премьеры «Энеиды» в Донецком музтеатре, донецкий поэт Владимир Калиниченко прислал в театр телеграмму:

Отныне в тесноте, но не в обиде

пребудут в сознании веков

бессмертными творцами «Энеиды»

Вергилий, Котляревский, Шулаков

- Виктор Шулаков в общении с журналистами приводил мистические особенности своих постановок. Так, на премьере спектакля «Слово о полку Игореве» во время монолога князя Святослава в зал влетела шаровая молния. А спектакль становился долгожителем, если во время премьеры артист получал травму (Раиса Недашковская в пьесе «Марат Сад», Ярослав Гаврилюк на премьере «За двумя зайцами»…)[17]
- По подсчетам, 101-й, последней постановкой Виктора Шулакова, стала пьеса «За двумя зайцами» на сцене Севастопольского драматического театра[18]